# Wang Na
Wang Na (Langzhong, 27 de janeiro de 1984) é uma nadadora sincronizada chinesa, medalhista olímpica. 

## Carreira
Wang Na representou seu país nos Jogos Olímpicos de 2004 e 2008, ganhando a medalha de bronze em Pequim, por equipes. 